# Helene Thimig
Helene Ottilie Thimig (Vienna, 5 giugno 1889 – Vienna, 7 novembre 1974) è stata un'attrice austriaca.

## Biografia
Era figlia di Hugo Thimig, attore del Theater in der Josefstadt e del Burgtheater di Vienna. Debuttò nella compagnia dei Meiniger, ma fu al Deutsches Theater di Berlino che acquisì notorietà. Nel 1932 sposò Max Reinhardt, di cui fu anche collaboratrice in diverse produzioni, e a partire dall'anno successivo si esibì al Theater in der Josefstadt. Nel 1938 si trasferì negli Stati Uniti, dove lavorò nella scuola di attori di suo marito, in particolare a Los Angeles e a New York. Rimasta vedova, nel 1946 tornò in patria, dove divenne membro del Burgtheater e docente dell'Università per la musica e le arti interpretative di Vienna, nonché direttrice del Max Reinhardt Seminar. Recitò con i suoi due fratelli Hermann e Hans in una farsa di Johann Nestroy e nella tragedia Intrigo e amore di Friedrich Schiller in una tournée oltreoceano negli anni 1927-1928. Viene ricordata per l'interpretazione del ruolo principale in Stella di Johann Wolfgang von Goethe del 1920 e per la sua esibizione alla prima di Tavole separate di Terence Rattigan nel 1955. Inoltre interpretò svariati ruoli classici del teatro tedesco, di quello shakespeariano e di quello di George Bernard Shaw, dando dimostrazione di possedere una gran versatilità.
Fu autrice di due libri: una biografia su suo padre scritta assieme a Franz Hadamowsky intitolata Hugo Thimig erzählt von seinem Leben und dem Theater seiner Zeit (1962), e Wie Max Reinhardt lebte (1973).

## Filmografia parziale
- Estranei nella notte (Strangers in the Night), regia di Anthony Mann (1944)
- Il vampiro dell'isola (Isle of the dead), regia di Mark Robson (1945)
- Il segreto del medaglione (The Locket), regia di John Brahm (1946)
- I dannati (Decision Before Dawn), regia di Anatole Litvak (1951)